# Ратково
Ратково (мађ. Paripás) је насеље у општини Оџаци, у Западнобачком округу, у Србији.
Према попису из 2022. има 2840 становника. Већинско становништво чине Срби. У односу на попис из 2002. године број становника је у паду, тада је број становника био 4118.
Кроз историју већинско становништво Раткова је било немачко. До 1945. године у насељу је било 75% Немаца, а остатак су чинили Срби. Након Другог светског рата, Немци су исељени, а у Ратково су дошли колонисти из Топлице и околине Лесковца.

## Називи
Ратково од 1948. године носи назив по народном хероју и шпанском борцу Ратку Павловићу Ћићку. Ранији српски назив насеља је био Парабућ.
Ратково се први пут помиње под немачким именом Paraput, док се на мађарском зове Paripás или Parabuty, а на немачком Parabutsch. У неким земљишњим књигама су се могу наћи и називи Дубрава и Gutacker.

## Географске особине
Ратково се налази на северозападном делу Војводине, односно Србије, 110 km северозападно од главног града Београда.
Ратково се налази у равници највиша тачка у његовом кругу износи 97 m. Ратково заузима површину од 51,6 km² и густина насељености износи 66/km² . Најближи већи град су Оџаци, 8,2 km северозападно од Раткова.
Ратково је окружено насељима: Оџаци, Лалић, Дероње, Пивнице, Параге, Селенча.
Клима у Раткову је умерена. Просечна температура је 12 °C. Најтоплији месец је јул, са 24 °C, а најхладнији јануар, са -2 °C. Падавина је у просеку 977 mm годишње. Највише падавина има у месецу мају, 168 mm кише, и најмање у месецу новембру, 50 mm кише.

## Историјат места

### Оснивање Раткова
Када је отоманска војска предвођена Сулејманом I победила угарску војску предвођену Лудвигом II у Мохачкој битки 1526. године цела област данашње Бачке је пала у отоманске руке. Током 150 година дуге владавине Османског царства дошло је до разарања и депопулације насеља на простору Панонске низије.
Ратково се први пут помиње у турском опису места 1543. године. За време отоманске владавине становници насеља су били Срби. Након отоманске владавине број Срба се знатно смањио, тако да су 1715. године свега 4 српске породице живеле у Раткову.
Насеље у садашњем облику је основано 1700. године од стране Срба. Број српских породица је порастао до 1748. године и тада је износио 113 породица. Прва школа у Раткову основана је 1745. године. Српска православна црква у Раткову подигнута је 1775. године и посвећена је Светом ратнику Георгију.

### Хабзбуршки период
Крајем XVII века село је припало Хабзбуршкој монархији започета је колонизација насеља немачким становништвом која се одиграла у три етапе. 1748. године планирана је прва колонизација насеља са 200 немачких породица из Баварске, Виртемберга, Палатината и Бадена, као и француске Лорене. Прва колонизација је завршена 1772. године. Од тада је почео заједнички живот Срба и Немаца. Други пут су колонисти долазили из Пруске у периоду од 1780. до 1786. године. Идуће године је уследила и последња колонизација, то су били Немци који су првобитно били насељени у Руми.
Прва католичка црква је саграђена 1784. године у дворишту бивше немачке школе. Први католички свештеник у селу је био Јозеф Филко. Она је срушена и 1805. године је донета одлука да се на њеном месту сагради нова католичка црква која је посвећена Св. Ивану Непомуку. Изградња цркве је завршена 1811. године.
Епидемија колере погодила је насеље 1873. године у којој је умрло више од 800 становника. То значи да је скоро сваки четврти становник преминуо од ове болести. Гробље на коме су сахрањени оболели од колере и данас постоји у Раткову и подсећа на ову ужасну епидемију.
Током овог периода дошло је и до индустријског развоја насеља. Иако су се становници Раткова имали мање земљишне поседе него становници других места у Бачкој они нису били сиромашни. Углавном су се бавили пољопривредом, али су у Раткову постојале и фабрике за обраду кудеље и свиле, као и млин. Такође је доста људи производило вино или су имали своје воћњаке. Трговина је била базирана углавном на околна места Селенчу, Пивнице, Товаришево, Параге, Дероње и Филипово.
Број становника 1880. године је био 4209, а 1910. број становника је опао на 4073. Већинско становништво Раткова су чинили Немци, којих је према попису из 1910. године било 3283. 1918. године, након Првог светског рата. насеље је припало Краљевини Срба, Хрвата и Словенаца. Први огранак Културбунда, организације која делује на подручју целе Краљевине Југославије, а имао за циљ да чува и развија немачку културу и језик, у Бачкој формиран је 1920. године у Раткову.

### Други светски рат у Раткову
Током Другог светског рата Бачка је припала мађарској окупационој зони. Млади људи рођени између 1912. и 1922. године су регрутовани у немачку војску у периоду од 1942. до 1944. године. Укупно је регрутовано 700 људи од којих је 175 погинуло за време рата.
Мађарска војска је желела да пошаље Србе из Раткова у логор Шарвар у Мађарској где су већ били смештени и Срби из Риђице, али су Немци из насеља спречили депортацију.
Када је немачка војска почела да се повлачи из Румуније 1944. године део немачког становништва је био евакуисан. Вест о евакуацији је стигла 6. октобра 1944. године, а први становници су кренули на пут већ 7. октобра. Евакуација се вршила у четири групе. Немци су били пресељени у Судетску област, али и у Шлеску и Мекленбург. Укупно је расељено 2450 људи од којих 62 није преживело пут. У насељу је остало око 650 Немаца.
Совјетска војска је у Ратково стигла 20. октобра. Током децембра је на простору целе Бачке дошло до убијања између 6 до 8 хиљада Немаца од стране Црвене армије и партизана. Једино место у коме нису убијани Немци је било Ратково. Не заборављајући да су их Немци заштитили од депортовања у логор, Срби су довели и своје животе у опасност у покушају да одбране своје суседе.
Након одлуке АВНОЈ-а све подунавске Швабе су осуђене као ратни злочинци и кажњени су протеривањем, које становници Раткова нису могли да спрече, а 28. децембра 58 мушкараца и жена је депортована у Русију, од којих је 12 умрло. Први логор за цивиле је отворен у фебруару 1945. године, а њихова целокупна имовина је конфискована. Укупно 500 људи из Раткова је било послато у цивилне логоре од чега је 273 преминуло. Поштеђено је било 130 људи који су били у мешовитим браковима и свештеници. Ипак укупан број жртава у Раткову је био велики. Живот је изгубило 522 људи.

### Обнова Раткова
Након Другог светског рата и расељавања Немаца уследила је нова колонизација. У Ратково су дошли колонисти из Топлице и околине Лесковца. Већинско становништво је постало српско. Дошло је до обнова школа и других јавних установа. Формиране су сељачке радне задруге од земље која је била додељена колонистима. Такође је дошло и до промене у називу места које је добило име по народном хероју Ратку Павловићу Ћићку.

## Култура
Једно од најважнијих културних дешавања свакако је Гитаријада Ратково која се одржава од 1974. Поред Гитаријаде у Раткову се одржавају и Летњи фестивал фолклора, Песничко вече, Видовданске свечаности и Пасуљијада.

### Гитаријада Ратково
Појам гитаријада је настао 70-их година 20. века као пројекат разних омладинских удружења. Тренд се проширио по тадашњој Југославији и велики број места је ускоро имао своје гитаријаде. Успех тих манифестација је варирао у знатној мери.
Прва Гитаријада у Раткову је организована 1974. године. Захваљујући успешно реализованој идеји да се рокенрол уздигне до тог нивоа да великом броју људи то постаје начин живота, организатори су били у могућности да понове целу манифестацију следеће године са још већим успехом него први пут. Како је све више ове музике допирало до већег броја људи, тако је и квалитет музике постајао бољи, и све више бендова је добило прилику да на свој начин допринесе целом дешавању.
Гитаријада Ратково поприма нови облик 1978. године, и добија такмичарски карактер, али она такође задржава и свој стари облик ревијалног представљања.
У периоду распада Југославије, Гитаријада се није одржавала, осим пар неуспелих покушаја. Током 90-их година и почетком 21. века она је скоро ишчезла из сећања људи. Нови Велики прасак се десио 2005. године када је све поново оживело. Поново се окупио завидан број обожавалаца рокенрола на једном месту.
Културно-уметничко друштво "Ратко Павловић Ћићко"
Најстарије културно-уметничко друштво у Раткову се бави већ 52 године аматерским радом. Кореограф је већ дуги низ година Далибор Ивовић - Буца.
КУД броји многа такмичења и достигнућа. Најзначајнији успех је фестивал нематеријалног културног наслеђа "Златни опанак 2018" у Ваљеву. Са својом кореографијом "Игре Кумановског поља" оставили су одличан утисак и били су запажени, због чега им је додељена диплома за изузетан наступ.
Такође, друштво има одличну сарадњу са околним местима, као и са нешто даљим, Нови Сад и Руменка.

### Образовање
У Раткову постоји једна основна школа која постоји готово три века, а од 1959. године носи име по Ратку Павловићу. Настава се прво одржавала у цркви, а након Другог светског рата на више локација све до изградње нове зграде школе 1970. године у којој се школа и сада налази.
Поред основне школе у Раткову се налази и предшколска установа Пчелица, која је издвојено одељење предшколске установе Полетарац из Оџака.

### Спорт
У Раткову је 1918. године основан и први фудбалски клуб под именом Олимпија. Клуб је основала група спортских ентузијаста предвођена локалним занатлијама. У клубу су играли Немци, Мађари и Срби који су у то време живели у Раткову. Клуб је постојао под тим именом све до краја Другог светског рата када је клуб преименован у Раднички. Клуб је свој највећи успех остварио пласманом у трећи ниво такмичења.
Поред фудбалског клуба посебно место у историји Раткова заузимају и кошаркашки клуб Раднички, као и шаховски клуб Милош Ракић, који и организује меморијални турнир посвећен дугогодишњем играчу и капитену клуба Милошу Ракићу.
Поред наведених у Раткову постоје: стонотенисерски клуб Ратково, риболовачки клуб Шаран и коњички клуб Ждребац.

## Верски објекти

### Храм Светог великомученика Георгија
Храм Светог великомученика Георгија подигнут је 1775. године, под заштитом је као споменик културе у категорији непокретних културних добара од великог значаја.
Храм Светог великомученика Георгија је посвећен Светом ратнику Георгију (Ђурђиц). Унутрашњост храма је издељена на три неједнака травеја, надвишена бачвастим сводом ојачаним луцима на конзолама. Над западним травејем уздиже се галерија. Дубока олтарска апсида, споља петострана, ужа је од брода цркве. Бочне фасаде украшене су дубоким слепим нишама које прате унутрашњи просторни распоред. Висока олтарска преграда представља једно од последњих сликарских остварења Јакова Орфелина. Иконостас са тридесет осам икона завршен је 1792. године у маниру уздржаног барока. Ратковачки иконостас, певнице и тронови високог су квалитета и приписују се дрворезбару мајстору Викентију. У ризници храма се налази велики број књига и икона сакупљених током XVIII и XIX века, тринаест икона на лиму, рад Јефимија Секулића из Фелдвара из 1884. године, и руске богослужбене књиге из XVIII века.

### Римокатоличка црква Св. Иван Непомук
Римокатоличка црква Св. Ивана Непомука подигнута је 1811. године, под заштитом је као споменик културе у категорији непокретних културних добара од великог значаја.
Црква је подигнута на месту некадашње школе и старе католичке цркве која је била саграђена 1784. године, али је већ 1805. била срушена када је усвојен предлог да се подигне нова католичка црква. У цркви се налази богата ризница књига.

## Становништво
У насељу Ратково је 2011. живело 3462 становника, а просечна старост становништва износила је 40,5 година (39,0 код мушкараца и 41,9 код жена). У насељу према попису из 2011. има 1195 домаћинства, а просечан број чланова по домаћинству је 2,85.
Ово насеље је великим делом насељено Србима (према попису из 2011. године).
| Година пописа  | 1948. | 1953. | 1961. | 1971. | 1981. | 1991. | 2002. | 2011. |
| Бр. становника | 4835  | 4904  | 5266  | 4684  | 4337  | 4114  | 4230  | 3462  |

| Етнички састав према попису из 2002.‍ | Етнички састав према попису из 2002.‍ | Етнички састав према попису из 2002.‍ | Етнички састав према попису из 2002.‍ | Етнички састав према попису из 2002.‍ |
| ------------------------------------ | ------------------------------------ | ------------------------------------ | ------------------------------------ | ------------------------------------ |
|                                      |                                      |                                      |                                      |                                      |
| Срби                                 | Срби                                 |                                      | 3.760                                | 91,30%                               |
| Црногорци                            | Црногорци                            |                                      | 62                                   | 1,50%                                |
| Југословени                          | Југословени                          |                                      | 43                                   | 1,04%                                |
| Словаци                              | Словаци                              |                                      | 39                                   | 0,94%                                |
| Мађари                               | Мађари                               |                                      | 39                                   | 0,94%                                |
| Хрвати                               | Хрвати                               |                                      | 27                                   | 0,65%                                |
| Роми                                 | Роми                                 |                                      | 23                                   | 0,55%                                |
| Немци                                | Немци                                |                                      | 11                                   | 0,26%                                |
| Македонци                            | Македонци                            |                                      | 3                                    | 0,07%                                |
| Чеси                                 | Чеси                                 |                                      | 1                                    | 0,02%                                |
| Бошњаци                              | Бошњаци                              |                                      | 1                                    | 0,02%                                |
| непознато                            | непознато                            |                                      | 18                                   | 0,43%                                |

| График промене броја становника \| \| |
|                                       |

|  |

## Познати Ратковчани
Неки од најпознатијих Ратковчана су:
- Бошко Перошевић (1956–2000), српски политичар
- Јовица Станишић, српски обавештајац
- Михаљ Ајземан (1898–1966), мађарски композитор, диригент и пијаниста
- Анемари Акерман (1913–1994), немачка политичарка
- Каћа Челан, српска глумица, редитељка и списатељица